# Stéla

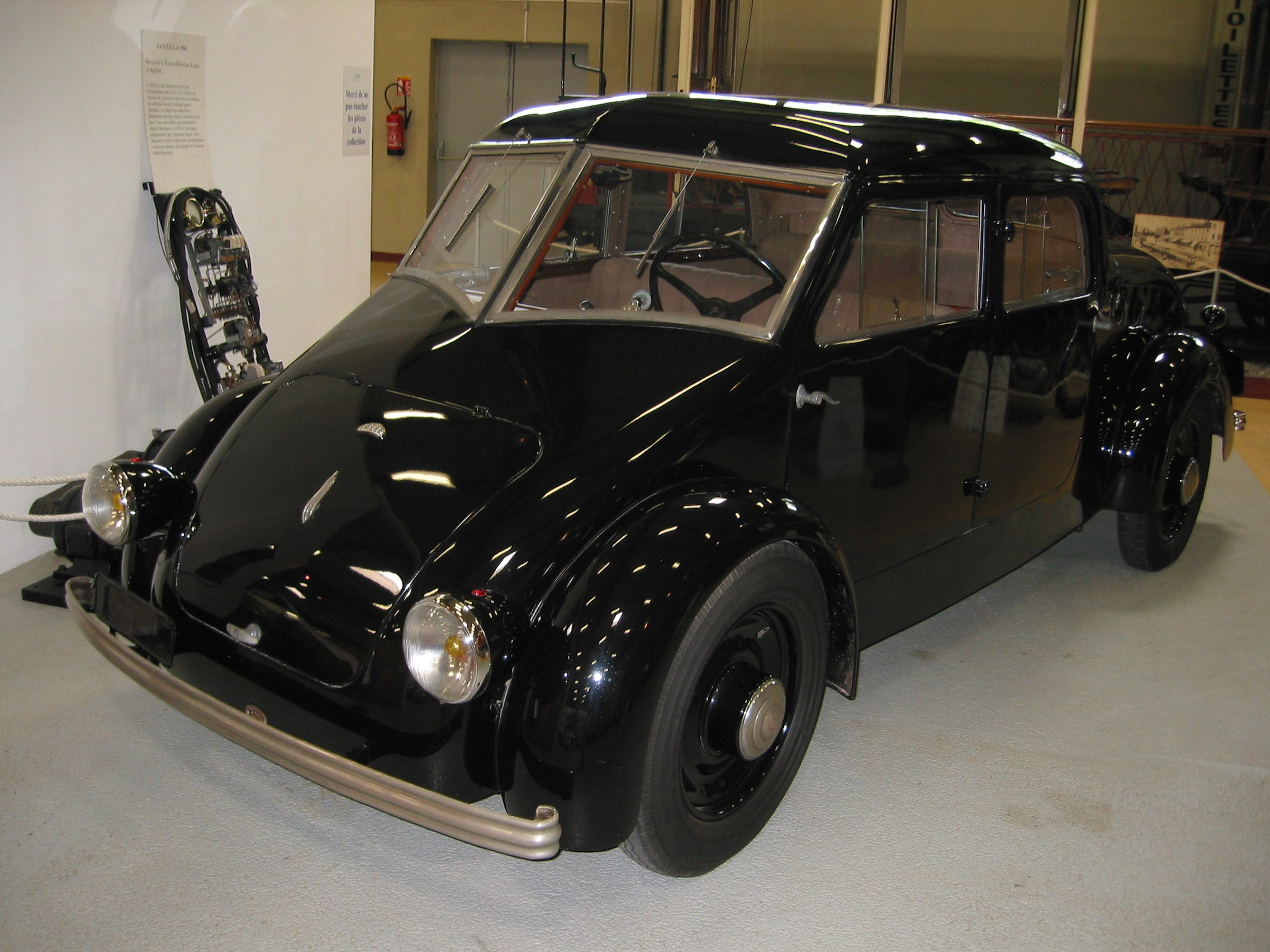
Automobile Stéla de 1942, musée de l'automobile Henri-Malartre, à Rochetaillée-sur-Saône.

Véhicules Électriques Stéla est un ancien constructeur automobile français qui a produit des voitures particulières et des véhicules utilitaires de 1941 à 1948, essentiellement électriques,,.

## Historique
L'entreprise a été fondée en 1941 à Villeurbanne par Hubert Pascal. Des automobiles ont été construites sous la marque « Stéla » de 1941 à 1944, tandis que les véhicules utilitaires ont vu leur production continuer jusqu'en 1948. 
Le nom de « Stéla » est un acronyme de Service de la Traction Électrique Légère et Agricole.

## Véhicules
L'entreprise s'est consacrée pour l'essentiel à la construction de véhicules électriques durant la Seconde Guerre mondiale, alors que sévissait la pénurie d'essence. 
Parmi ceux-ci figure le modèle RCA, une berline à quatre portes et cinq places : carrosserie à structure tubulaire, moteur électrique central, autonomie 130 km, vitesse 50 km/h. Poids à vide : 2 tonnes, dont 1 tonne pour le véhicule et 1 tonne pour les accumulateurs placés à l'arrière.
Un véhicule de la marque est visible au musée de l'automobile Henri-Malartre, à Rochetaillée-sur-Saône.